# Ibn el Nafis
Ibn el Nafis (Ala-al-din abu Al-Hassan Ali ibn Abi-Hazm al-Qarshi al-Dimashqi, arapski: لاء الدين أبو الحسن عليّ بن أبي حزم القرشي الدمشقي), poznat kao Ibn el Nafis, arapski: ابن النفيس) bio je arapski lekar. On je poznat po tome što je prvi opisao pulmonarnu cirkulaciju krvi. Rad Ibn el Nafisa na cirkulaciji desne strane (pulmonarnoj) prethodi kasnijem radu Vilijama Harvija opisanom u Exercitatio Anatomica de Motu Cordis et Sanguinis in Animalibus (1628). Obe teorije pokušavaju da objasne cirkulaciju. Kao rani anatomista, Ibn el Nafis je isto tako izvršio nekoliko ljudskih disekcija tokom svog rada, i napravio je više značajnih otkrića u poljima fiziologije i anatomije. Osim svog poznatog otkrića pulmonarne cirkulacije, on je isto tako dao rani uvid u koronarnu i kapilarnu cirkulaciju, što je doprinos zbog koga se on ponekad opisuje kao „otac cirkulatorne fiziologije”.
Osim medicine, Ibn el Nafis je studirao sudsku praksu, književnost i teologiju. On je bio ekspert na Šafijskoj školi sudske prakse i ekspertni lekar. Broj medicinskih udžbenika koje je Ibn el Nafis napisao se procenjuje na više od 110 tomova.

## Literatura
- Szasz, Theodora; Tostes, Rita C. A. (2016). Nafis&hl=en&sa=X&ved=0ahUKEwjvt6uapqraAhUOJ1AKHVPXAsk4HhDoAQgxMAI#v=onepage&q=coronary%20Ibn%20el Nafis&f=false Vascular Smooth Muscle Function in Hypertension Проверите вредност параметра |url= (помоћ) (на језику: енглески). Biota Publishing. ISBN 9781615046850.
- Bayon, H. P. (1941). „Significance of the demonstration of the Harveyan circulation by experimental tests”. Isis. 33 (4): 443—53. doi:10.1086/358600.
- Fancy, Nahyan (2006). Pulmonary Transit and Bodily Resurrection: The Interaction of Medicine, Philosophy and Religion in the Works of Ibn al-Nafīs (d. 1288) (Ph.D.). University of Notre Dame. Архивирано из оригинала 04. 04. 2015. г. Приступљено 8. 10. 2012.
- Iskandar, Albert Z. (1974). „Dictionary of Scientific Biography”. 9: 602—06
- Said, Hakim Mohammed (1994). „Knowledge of the circulation of the blood from Antiquity down to Ibn el Nafis”. Hamdard Medicus. 37 (1): 5—37.
- Ghalioungui, P. (1983). „Was Ibn el Nafis unknown to the Scholars of the European Renaissance?”. Clio medica. 18 (1–4): 37—42. PMID 6085974.

## Spoljašnje veze
- Iskandar, Albert Z. (2008) [1970—80]. „Ibn Al-Nafīs, ‘Alā’ Al-Dīn Abu ‘L-Ḥasan ‘Alī Ibn Abi ‘L-Ḥazm Al-Qurashī (or Al-Qarashī)”. Complete Dictionary of Scientific Biography. Encyclopedia.com.